# 五十嶺綾
五十嶺 綾（いそみね あや、1983年6月9日 - ）は、日本の陸上競技選手。専門は中距離走、長距離走。

## 来歴・人物
- 身長157cm・体重40kg。細身の身体から繰り出されるスピードが武器である。
- 神奈川県川崎市出身。玉川大学を卒業後、2006年に資生堂に入社し、資生堂ランニングクラブ入部。
- 玉川大学在籍時は800m、1500mを得意とし、3・4年生の時に出場した関東学生陸上競技対校選手権大会に1500mで出場し、連覇している。現在は1500m、5000mで活躍している。
- 資生堂入社前の2006年2月19日に開催された全日本大学女子選抜駅伝競走大会に3区の選手として出場し、5.9kmを19分22秒で区間最高記録を出した。2007年、つくばにコースが変更されたため、更新されることなくこの記録を保持している。
- 資生堂入社後の2006年7月15日に開催された群馬県記録会（敷島公園競技場）に1500mで出場すると、4分32秒31で優勝。同年10月7日に開催されたYONDEN中長距離記録会（香川県立屋島陸上競技場）に3000mで出場し、9分12秒5で自己新記録を出し優勝するなど1年目から活躍を見せるが、2年目の2007年は予選落ちや順位も下位になることが多くなるが、3年目の2008年は日体大長距離記録会（健志台グランド）で2位、ゴールデン・ゲームズin延岡（西階競技場）で4位と調子を上げている。
- 近年では、2007年12月16日の全日本実業団対抗女子駅伝などの駅伝にも出場している。
- 2009年12月13日に行われた全日本実業団女子駅伝では1区(6.6km)で出場し、区間賞を獲得。チーム総合4位に貢献した[2]。
- ネットを中心に、「顔がかわいい」などと人気がある。

## 主な成績
- 2006年：群馬県記録会（敷島公園競技場）／1500m・優勝
- 2006年：YONDEN中長距離記録会（屋島陸上競技場）／3000m・優勝
- 2007年：金栗記念選抜中・長距離熊本大会（熊本県民総合運動公園陸上競技場）／1500m・5位
- 2008年：日体大長距離記録会（健志台グランド）／1500m・2位
- 2008年：ゴールデン・ゲームズ（西階競技場）／1500m・4位

## 自己ベスト
- 2004年：ラッペーンランタ国際／800m・2分10秒5
- 2005年：全日本学生選手権／1500m・4分22秒98
- 2006年：YONDEN中長距離記録会／3000m・9分12秒5
- 2008年：静岡県長距離強化記録会／5000m・15分31秒70

## 出演
- すぽると!「REAL VENUS」（2008年6月4日・フジテレビ）